# Exomalopsis nigrior
Exomalopsis nigrior är en biart som beskrevs av Timberlake 1980. Exomalopsis nigrior ingår i släktet Exomalopsis och familjen långtungebin. Inga underarter finns listade i Catalogue of Life.